# Comarca de Tierra de Soneira
Tierra de Soneira[cita requerida] (en gallego y oficialmente, Terra de Soneira) es una comarca situada en el noroeste de España, en la provincia de La Coruña (Galicia). Limita, al norte, con el Océano Atlántico; al este, con la comarca de Bergantiños; al sur, con la comarca del Jallas; y al oeste, con la comarca de Finisterre.

## Municipios
La comarca está formada por los siguientes municipios: 
Camariñas, 
Vimianzo, 
Zas,